# Zerstörer 1938A/Ac
Zerstörer 1938A/Ac var en planerad klass av tyska jagare inom Adolf Hitlers upprustningsprogram för den tyska flottan, Plan Z, från tiden strax före det andra världskriget.
År 1937/1938 började utvecklandet av en stor jagare för operationer i Atlanten. Dess omkring femtioprocentiga storleksökning jämfört med tidigare jagare innebar att den kunde utrustas med ett blandat framdrivningssystem liknande det som redan användes i de lätta kryssarna Köln eller Leipzig: Dieselmotorer för långa kryssningar och turbiner för snabba operationer. För att skydda skeppen tänkte man sig en lätt bepansring.
Fastän man inte var nöjd med designen, planerade man att bygga tjugofyra fartyg av denna klass under Plan Z. Tio fartyg skulle byggas fram till 1943, de övriga fjorton skulle färdigställas omkring 1945. Tre fartyg beställdes 1939 men avbeställdes år 1940 utan att ens ha påbörjats.
Trots detta fortsatte utvecklingen av de stora jagarna och den skulle sedan komma att resultera i konstruktionen av Spähkreuzer.